# Sillyon

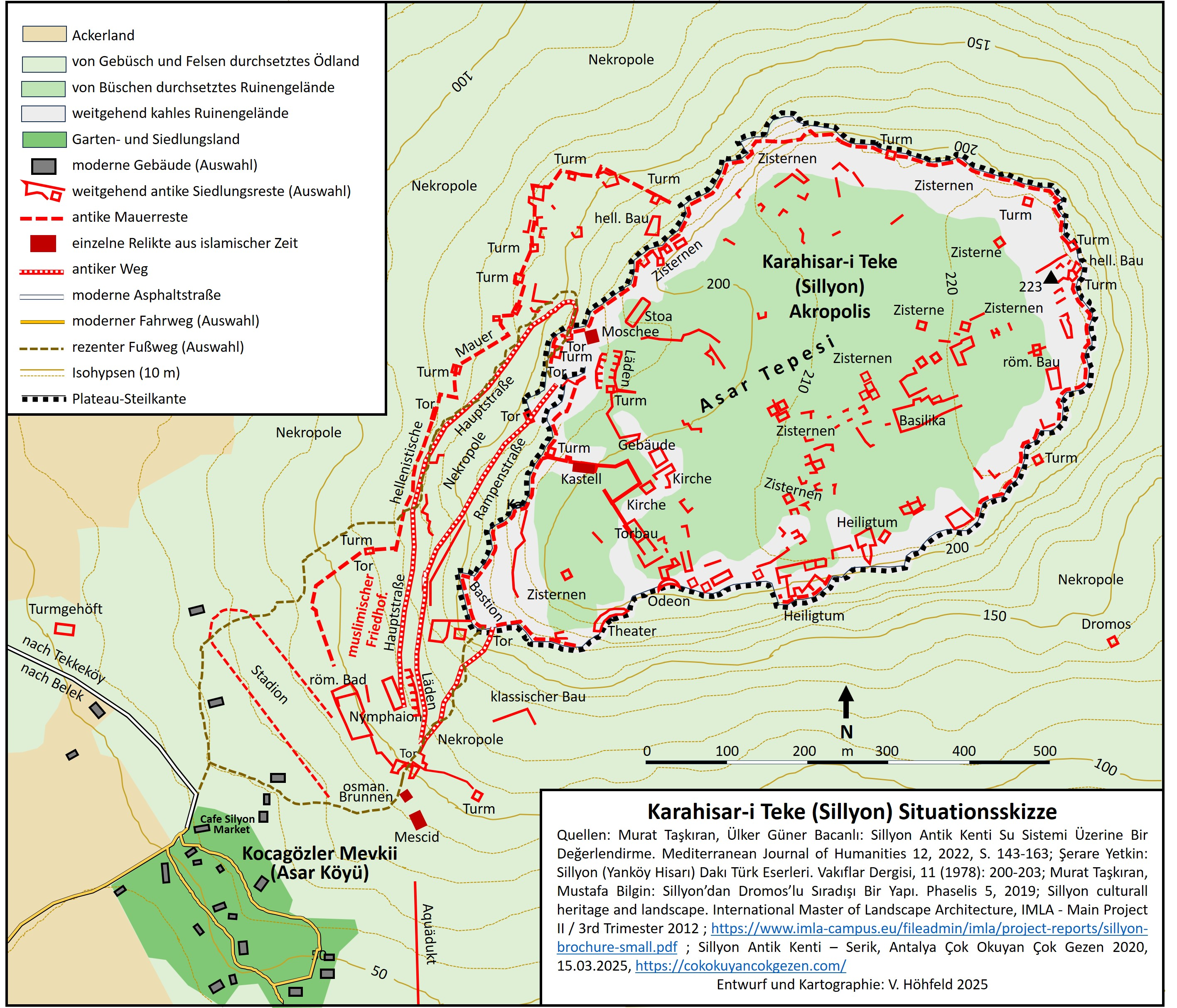
Kartenskizze der ruinierten antiken Burgsiedlung Karahisar-i Teke (Sillyon) auf dem und um den Tafelberg des Asar Tepe bei Yanköy (Landkreis Serik, Provinz Antalya, Süd-Türkei)

Sillyon (griechisch Σίλλυον) oder Syllaion (Συλλαῖον), auch Sylleion (Σύλλειον), war eine antike Stadt in der fruchtbaren pamphylischen Ebene in der heutigen türkischen Provinz Antalya. Die Überreste thronen weithin sichtbar auf einem Tafelberg, der später – wie die umliegende Region – als Karahisar-i Teke bezeichnet wurde.

## Lage
Koordinaten: 36° 59′ 33″ N, 30° 59′ 23″ O
Der Tafelberg, auf dem sich Sillyon befand, hat eine Höhe von 213,4 Metern (NN). Er liegt beim Ort Asar im Landkreis Serik in der Provinz Antalya. Sillyon liegt in Sichtweite zum 15 Kilometer entfernten Mittelmeer und zum 12 Kilometer entfernten Perge,  27 Kilometer östlich der Stadt Antalya. Zusammen mit Attaleia, Perge, Side und Aspendos war es eine der fünf bedeutendsten Städte Pamphyliens.

## Geschichte

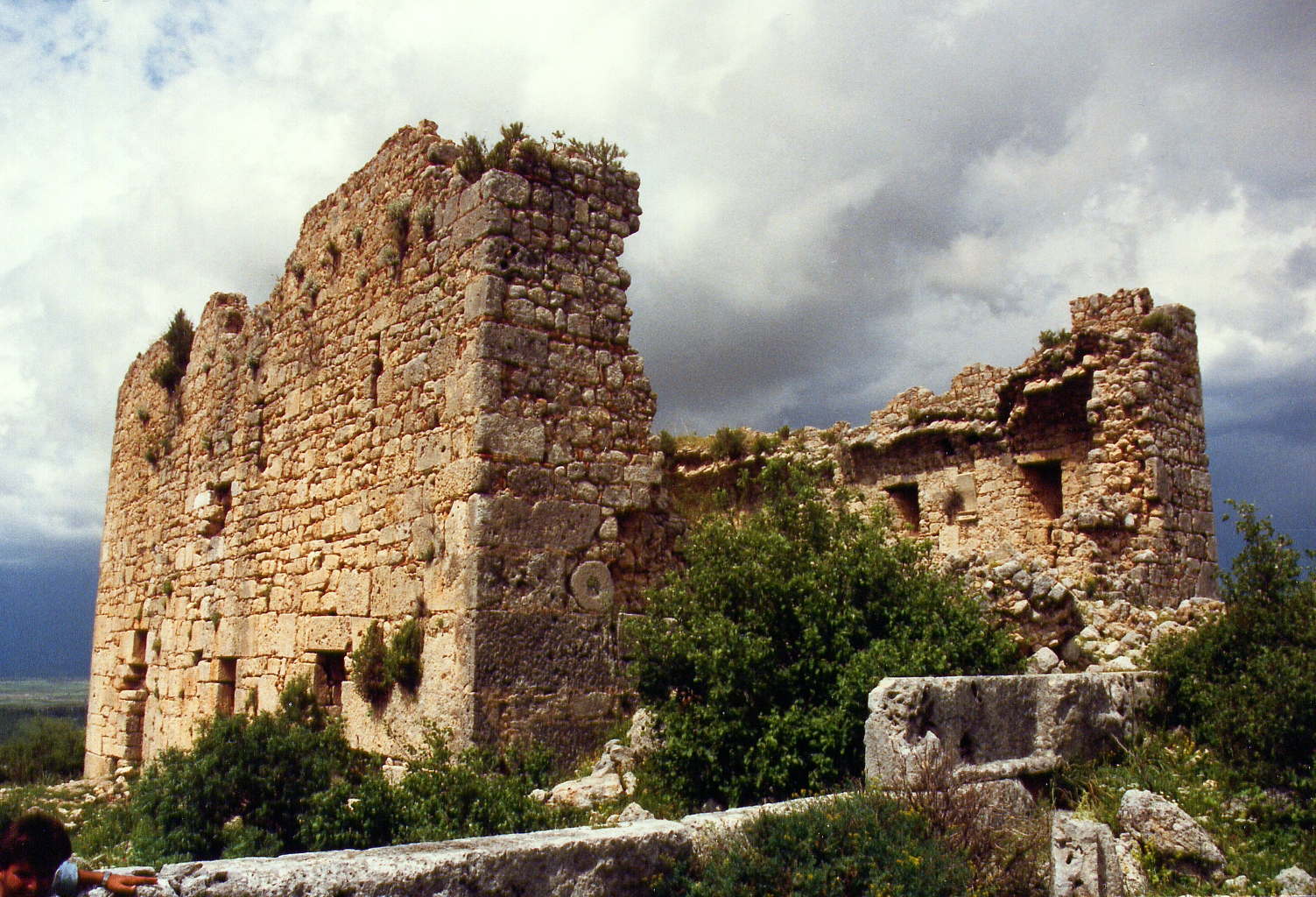
Hellenistisches Gebäude in Sillyon

Die Stadt wurde der Legende nach von den griechischen Sehern Mopsos und Kalchas auf dem Rückweg vom Trojanischen Krieg gleichzeitig mit Attaleia (Antalya), Perge, Aspendos und Side gegründet, wie eine Statuenbasis, die den Namen von Mopsos trägt und die in der Ruine gefunden wurde, es nahelegt. Sie wurde erstmals im 4. Jahrhundert v. Chr. vom Geographen Pseudo-Skylax erwähnt. Ab 469 v. Chr. war die Stadt Mitglied im attisch-delischen Seebund und taucht in athenischen Tributlisten im 5. Jahrhundert v. Chr. auf. Später berichtet der Geschichtsschreiber Flavius Arrianus in seiner Anabasis von einer Belagerung durch Alexander im Jahr 333 v. Chr., die aus Zeitmangel und wegen der starken Besatzung der Stadt abgebrochen wurde. In seleukidischer Zeit wurde die Stadt ausgebaut. Unter byzantinischer Herrschaft war Sillyon Bischofssitz. Bis ins 20. Jahrhundert sind durch Erdrutsche immer wieder Teile der Stadt von dem steilen Tafelberg abgestürzt, zuletzt 1969 das Odeon und das Bühnenhaus des Theaters.

## Archäologie

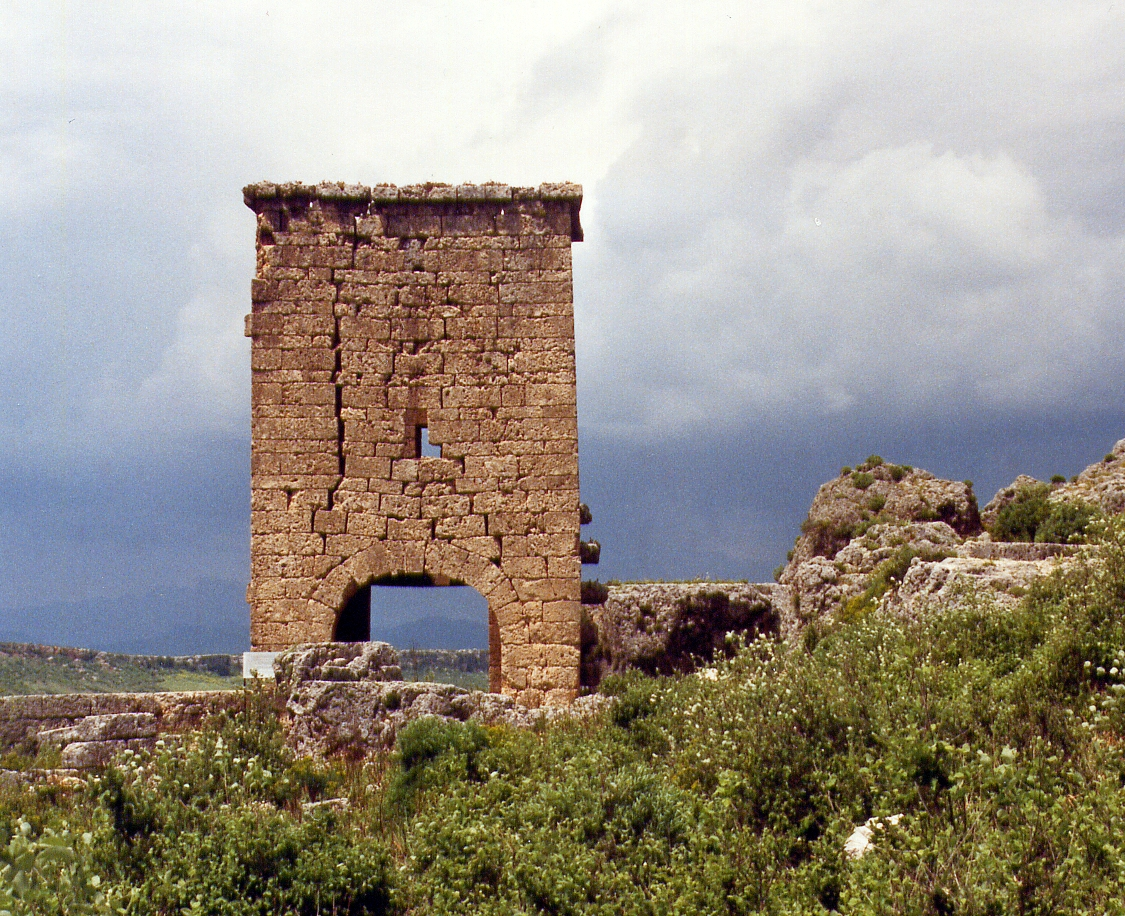
Ein Stadttor von Sillyon

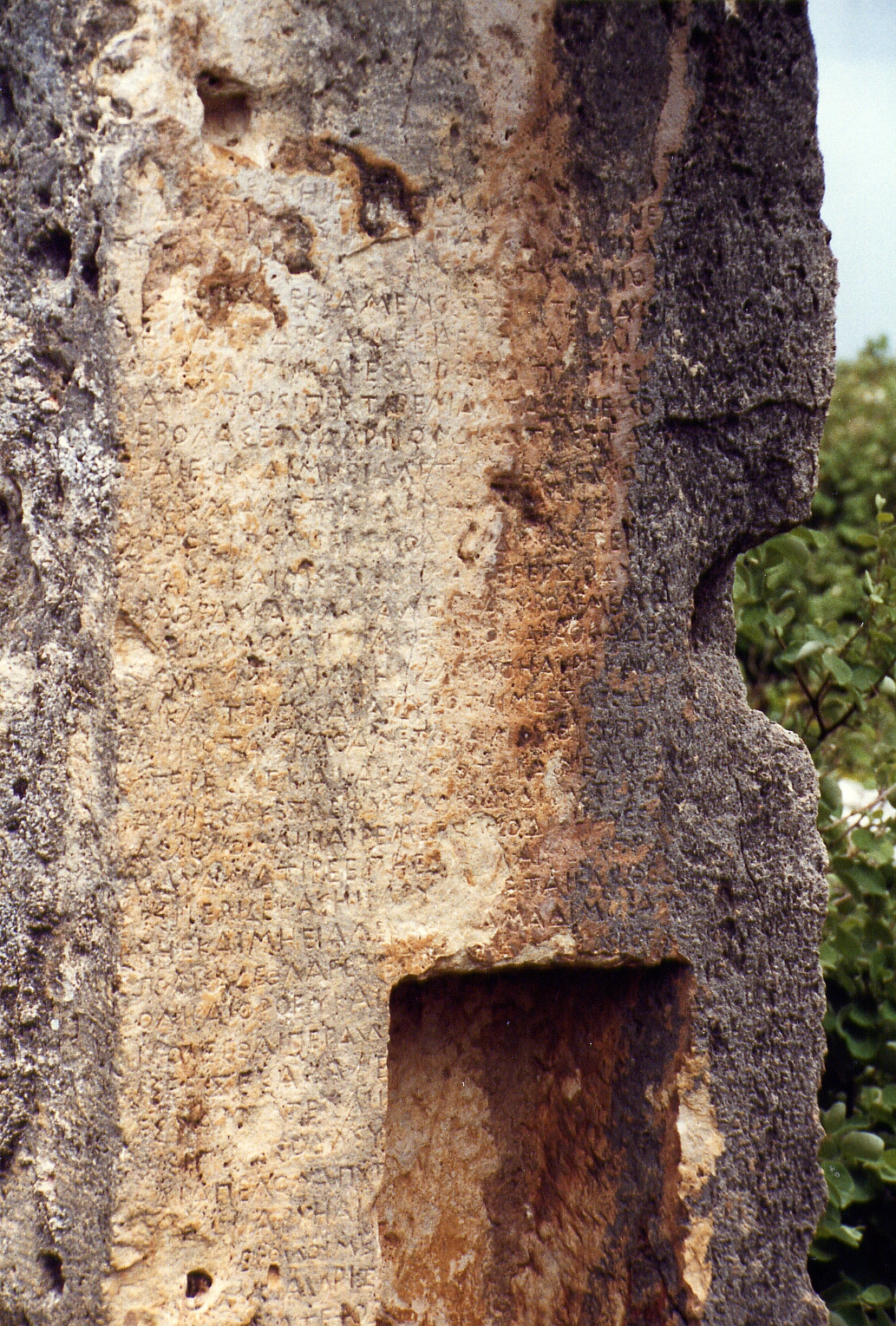
Inschrift in pamphylischer Sprache

Von einer Toranlage mit zwei Wehrtürmen führt eine Rampe zu einem weiteren Tor auf dem Plateau. Sie wird von einer hellenistischen Mauer gestützt. Auf dem Südwestteil des Plateaus liegt der Kern der Stadt. Erhalten sind ein byzantinisches Großgebäude in voller Höhe sowie ein hellenistisches Gebäude, wohl ein Gymnasion von 6 Meter Höhe, mit zehn Fenstern in unterschiedlicher Größe, bei denen die Gewände und Falze für die Fensterläden noch in gutem Zustand sind. Ein weiteres, kleineres hellenistisches Gebäude verfügt an einem Türpfosten über eine Inschrift in pamphylischer Sprache. Weiter östlich sind auf Terrassen Reste von Wohnhäusern und Fundamente von nicht näher bestimmbaren Tempeln zu sehen. Aus seldschukischer Zeit stammt eine kleine Moschee. Im Weiler Asar am Fuß des Berges sind Reste eines Stadions erkennbar.

## Erforschung
Im Rahmen eines Projekts Forschungen zur Stadt- und Regionalgeschichte Pamphyliens und Pisidiens werden im Auftrag des Deutschen Archäologischen Instituts von Carola Gmyrek und Sabine Walentowski ein Münzcorpus und von Helga Schwarz ein Inschriftencorpus der Stadt Sillyon ausgearbeitet.

## Orte der Umgebung

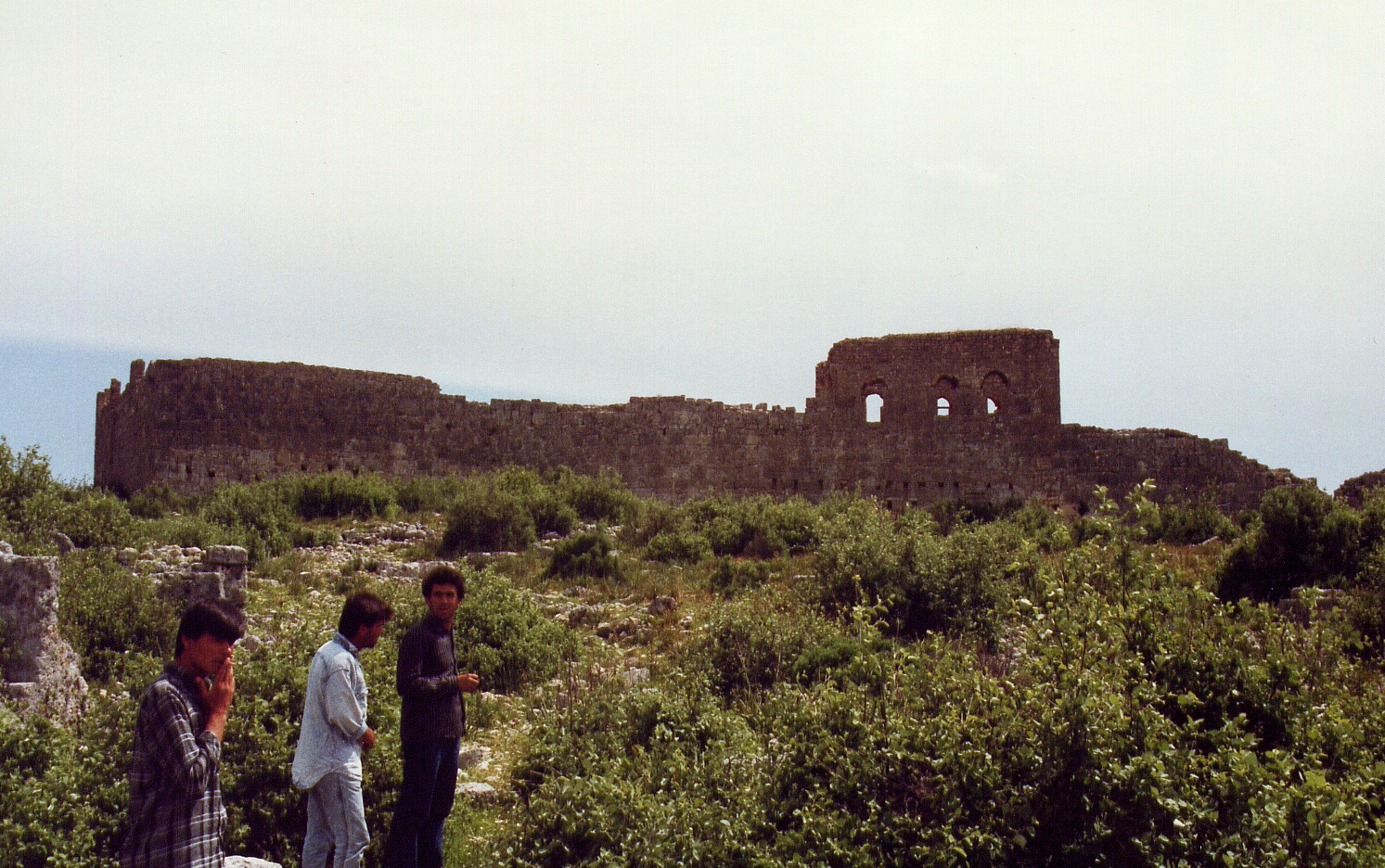
Akropolis von Sillyon

| Tekkeköy       | Yanköy    | Zırlankaya |
| Abdurrahmanlar |           | Berendi    |
| Eskiyürük      | Kayaburnu | Çanakçı    |